# Йоганн Непомук Фукс
Йоганн Непомук Фукс, з 1854 р. фон Фукс (* 15 травня 1774 р. у Маттензеллі, сьогодні в муніципалітеті Целль поблизу Фалькенштейна, округ Хам, Верхній Пфальц, Баварія; † 5 березня 1856 р. у Мюнхені), був німецьким хіміком і мінералогом, професором університету в Ландсхуті та Мюнхені, королівським таємним радником Баварії та гірничим радником. 
Вважається першим, хто описав мінерали мезоліт і сколецит (1813 року разом з Адольфом Фердинандом Геленом), ґеленіт (1815 року), вагнерит (1821 року) і трифілін (1834 року). На його честь названий сорт мусковіту «фуксит». У 1818 році Фукс вперше виготовив так зване рідке скло.
У 1853 році Фукс отримав баварський орден Максиміліана за науку і мистецтво. 8 грудня 1854 року в Мюнхені був підвищений до баварського спадкового шляхетства з записом у відповідному реєстрі 12 січня 1855 року.

## Інтернет-ресурси
- Literaturliste im Online-Katalog der Staatsbibliothek zu Berlin
- Der Nachlass in der Bayerischen Staatsbibliothek
- Porträt in der Porträtsammlung des Münchner Stadtmuseums